# Кашгар (река)
Кашга́р (в верхнем течении — Кызыл-Суу, Кызылсу, Улуу-Чат, Улугчат, Кабаатсу, канал Аватустэн, Файзабаддарья, Чон-Кашгардарья, кирг. Кызыл-Суу, уйг. قەشقەر دەرياسى‎, кит. упр. 喀什噶尔河, пиньинь Kāshéngáěr-hé) — река в Ошской области Кыргызстана и Синьцзян-Уйгурском автономном районе Китая, приток реки Яркенд.
Длина — 765 км, вв том числе 685 км на территории Китая, площадь водосборного бассейна около 100 000 квадратных километров. Средний расход воды у посёлка Кафка — 72,5 м³/с.
Образуется из ледника на северном склоне Заалайского хребта у пика Заря Востока.
Половодье летнее. Питание преимущественно грунтовое (47 %), около 30 % — снеговое, остальное — дождевое. Воды реки используются для орошения.
На реке расположены населённые пункты Эркеш-Там, Улугчат и Кашгар.